# Australische Cricket-Nationalmannschaft in Südafrika in der Saison 1957/58
Die Tour der australischen Cricket-Nationalmannschaft nach Südafrika in der Saison 1957/58 fand vom 23. Dezember 1957 bis zum 4. März 1958 statt. Die internationale Cricket-Tour war Bestandteil der Internationalen Cricket-Saison 1957/58 und umfasste fünf Tests. Australien gewann die Serie 3–0.

## Vorgeschichte
Für beide Mannschaften war es die erste Tour der Saison.
Das letzte Aufeinandertreffen der beiden Mannschaften bei einer Tour fand in der Saison 1952/53 in Australien statt.

## Stadien
Die folgenden Stadien wurden für die Tour als Austragungsort vorgesehen:
| Stadion                  | Stadt          | Kapazität | Spiele       |
| ------------------------ | -------------- | --------- | ------------ |
| Sahara Stadium Kingsmead | Durban         | 25.000    | 3. Test      |
| Wanderers Stadium        | Johannesburg   | 34.000    | 1. & 4. Test |
| Newlands Cricket Ground  | Kapstadt       | 25.000    | 2. Test      |
| Sahara Oval St George’s  | Port Elizabeth | 19.000    | 5. Test      |

## Kaderlisten
Die Mannschaften benannten die folgenden Kader:
| Test | Test |
| Südafrika | Australien |
| --- | --- |
| - Clive van Ryneveld (K) - Jacky McGlew (VK) - Neil Adcock - Chris Burger - Peter Carlstein - Russell Endean - Eddie Fuller - Ken Funston - Trevor Goddard - Peter Heine - Roy McLean - Jack Nel - Ian Smith - Hugh Tayfield - John Waite (wk) - Dick Westcott | - Ian Craig (K) - Richie Benaud - Peter Burge - Jim Burke - Alan Davidson - Ron Gaunt - Wally Grout (wk) - Neil Harvey - Lindsay Kline - Ken Mackay - Colin McDonald - Ian Meckiff - Bob Simpson |

## Tests

### Erster Test in Johannesburg
| 23. – 28. Dezember Scorecard | Johannesburg | Südafrika 470-9d (130.6) & 201 (78.4) | – | Australien 368 (91.2) & 162-3 (73) |
|                              |              | Remis                                 |   |                                    |

Südafrika gewann den Münzwurf und entschied sich als Schlagmannschaft zu beginnen.

### Zweiter Test in Kapstadt
| 31. Dezember – 3. Januar Scorecard | Kapstadt | Australien 449 (152.2)                            | – | Südafrika 209 (86.5) & 99 (57.4) (f/o) |
|                                    |          | Australien gewinnt mit einem Innings und 141 Runs |   |                                        |

Australien gewann den Münzwurf und entschied sich als Schlagmannschaft zu beginnen.

### Dritter Test in Durban
| 24. – 29. Januar Scorecard | Durban | Australien 163 (82.4) & 292-7 (147) | – | Südafrika 384 (163.7) |
|                            |        | Remis                               |   |                       |

Australien gewann den Münzwurf und entschied sich als Schlagmannschaft zu beginnen.

### Vierter Test in Johannesburg
| 7. – 12. Februar Scorecard | Johannesburg | Australien 401 (149.5) & 1-0 (0.4) | – | Südafrika 203 (80.2) & 198 |
|                            |              | Australien gewinnt mit 10 Wickets  |   |                            |

Australien gewann den Münzwurf und entschied sich als Schlagmannschaft zu beginnen.

### Fünfter Test in Port Elizabeth
| 28. Februar – 4. März Scorecard | Port Elizabeth | Südafrika 214 (74.6) & 144 (75.1) | – | Australien 291 (107.3) & 68-2 (12.4) |
|                                 |                | Australien gewinnt mit 8 Wickets  |   |                                      |

Südafrika gewann den Münzwurf und entschied sich als Schlagmannschaft zu beginnen.